# Município de Lostcreek (condado de Miami, Ohio)
O município de Lostcreek (em inglês: Lostcreek Township) é um município localizado no condado de Miami no estado estadounidense de Ohio. No ano de 2010 tinha uma população de 1.676 habitantes e uma densidade populacional de 21,55 pessoas por km².

## Geografia
O município de Lostcreek encontra-se localizado nas coordenadas 40° 04′ 39″ N, 84° 05′ 17″ O. Segundo o Departamento do Censo dos Estados Unidos, o município tem uma superfície total de 77.78 km², da qual 77,75 km² correspondem a terra firme e (0,03 %) 0,03 km² é água.

## Demografia
Segundo o censo de 2010, tinha 1.676 habitantes residindo no município de Lostcreek. A densidade populacional era de 21,55 hab./km². Dos 1.676 habitantes, o município de Lostcreek estava composto pelo 98,45 % brancos, o 0,6 % eram asiáticos, o 0,06 % eram insulares do Pacífico, o 0,12 % eram de outras raças e o 0,78 % eram de uma mistura de raças. Do total da população o 0,78 % eram hispanos ou latinos de qualquer raça.